# پایین بوکان
پایین بوکان (به لاتین: Pa'in Bowkan) یک منطقهٔ مسکونی در افغانستان است که در ولایت بادغیس واقع شده‌است.